# Породица Наришкин
Породица Наришкин (рус. Нарышкины) је племићка московска бојарска породица кримскотатарског порекла, која потиче од извесног Мордка Курбата Наришка, кримског Татара, који се доселио у Москву у 15. веку. У савез са владарском кућом ступили су 1671. године када се велика лепотица Наталија Наришкина (кћерка Кирила Полуектовича Наришкина ) удала за Алексеја I Михајловича, и касније постала мајка Петра Великог. Породица Наришкин била је прогањана под регентством Софије Алексејевне, али су били фаворизовани од стране Петра и његових потомака и играли су значајну улогу у руском животу.

## Побуна против породице Наришкин
Током Устанка у Стрелцима, војници Стрелци дигли су побуну против породице Наришкин (рођака Петрове мајке, која је преузела стварну власт). Њихов устанак је угушен, а њихову јединицу цар је насилно распустио, а стотине њих погубљено или депортовано.

## Остали значајни чланови
- Кирил Алексејевич Наришкин (1670–1723), командант Пскова и Дорпата 1704–1710, командант Санкт Петербурга 1710–1716, гувернер Москве у периоду 1716–1719.
- Алексис Васиљевич Наришкин (1742–1800), дипломата, научник, пријатељ Дениса Дидроа
- Александар Лвович Наришкин (1760–1826), пријатељ Павла I од Русије, који га је назвао својим „стрицем“; истовремено је служио као велики коморник, канцелар и представник племства; дуго је био и на челу позоришта и привукао је врхунске уметнике из Европе (посебно из Француске) у Русију.
- Марија Наришкина (1779–1854), рођена принцеза Марија Свјатополк-Четвертинскаја, љубавница Александра I
- Лев Кирилович Наришкин, руски амбасадор
- Лев Александрович Наришкин (1785–1846), руски генерал-потпуковник, борио се у Наполеоновим ратовима
- Кирил Александрович Наришкин, члан Државног савета (1834)
- Александар Алексејевич Наришкин (1839–1916), члан Државног савета (1906)

## Галерија
- Породични грб
- Лев Кирилович Наришкин
- Марија Наришкина, љубавница руског цара Александра
- Александр Наришкин
- Силуета Марије Лвовне Наришкине
- Силуета Ане Лвовне Наришкине
- Лев Наришкин, слика Џорџа Давеа
- Елена Александровна Наришкина, слика Владимира Боровиковског
- Зинаида Ивановна Наришкина
- Викс и принц Наришкин 1917. године
- Александра Дмитријевна Наришкина са сином Александром